# Astropecten aranciacus
Astropecten aranciacus är en sjöstjärneart som först beskrevs av Carl von Linné 1758.  Astropecten aranciacus ingår i släktet Astropecten och familjen kamsjöstjärnor. Inga underarter finns listade i Catalogue of Life.

## Bildgalleri

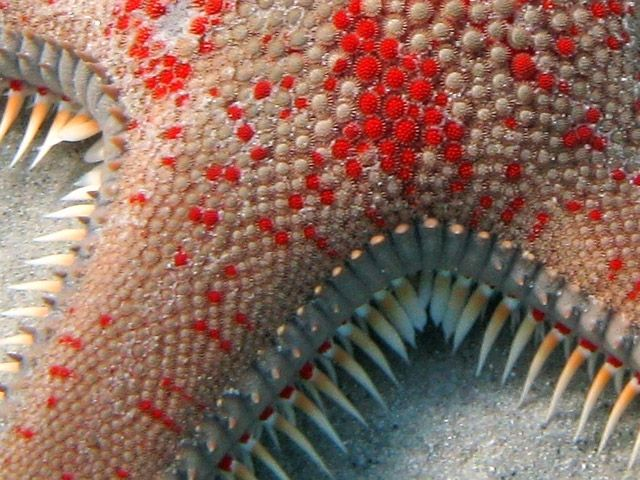
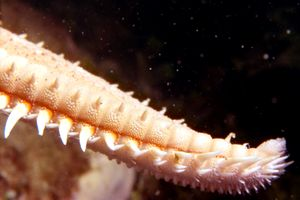